# Waterpomp

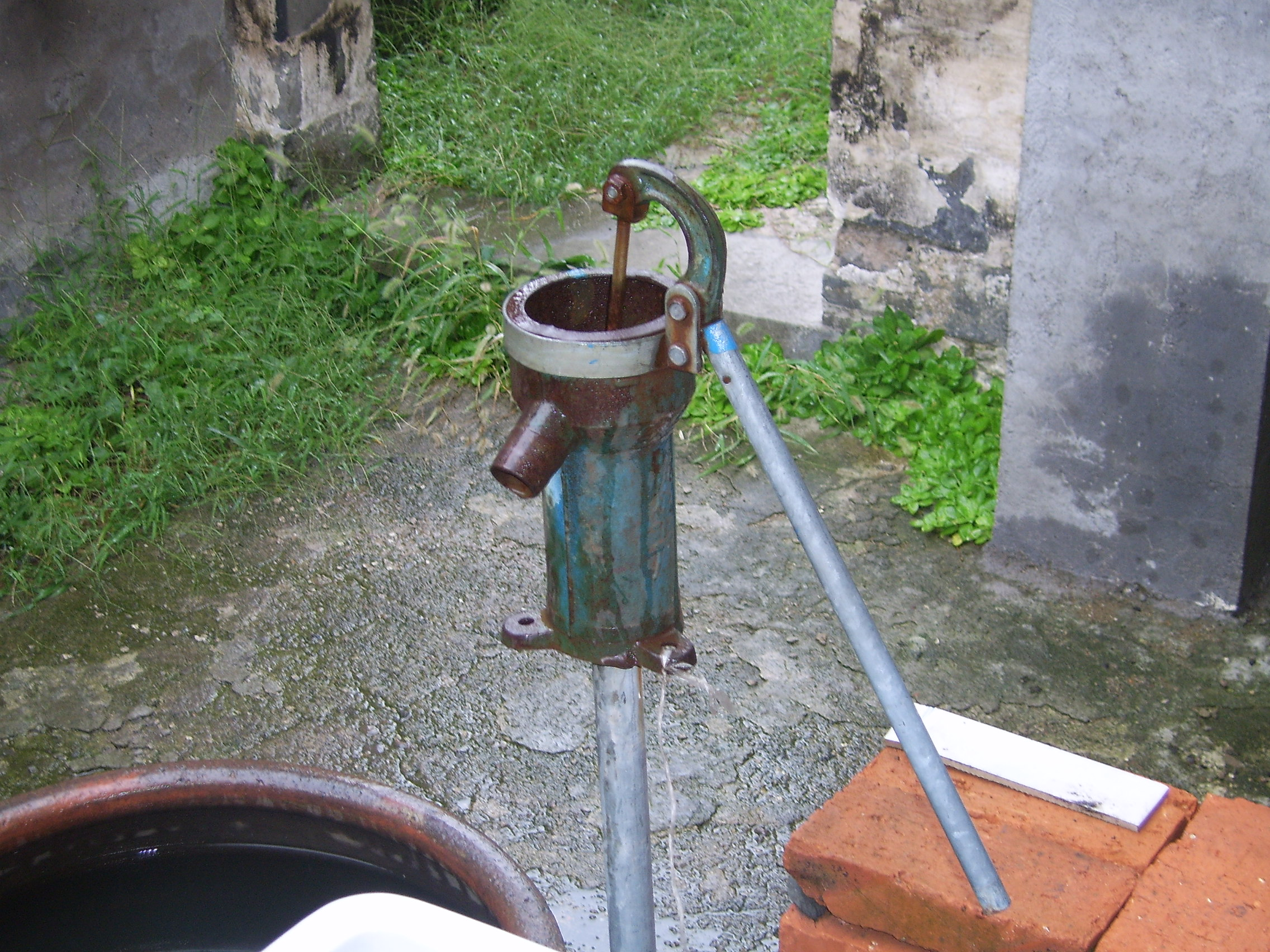
Waterpomp in China

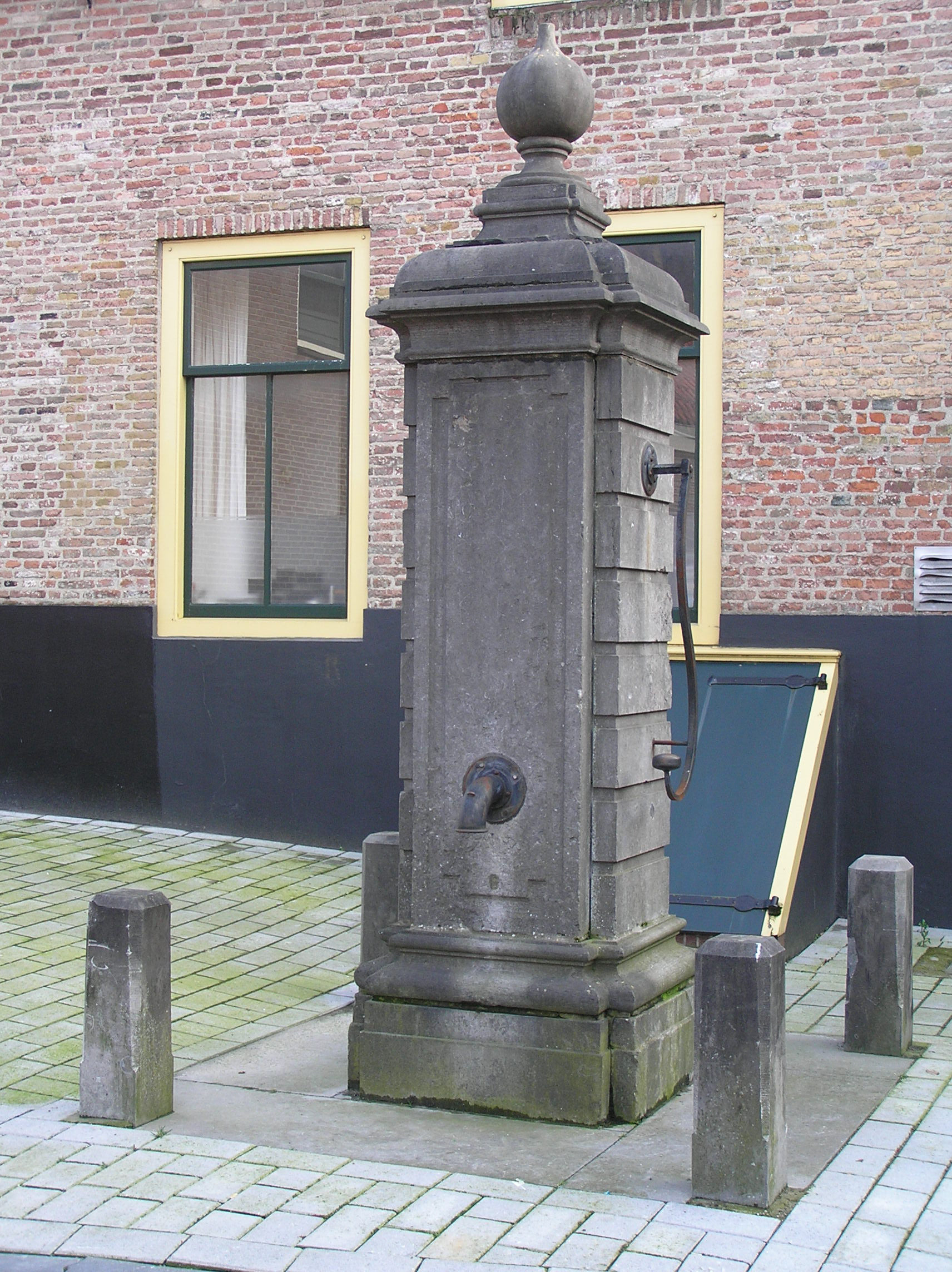
Pomp in Goes (vierde kwart 18e eeuw)

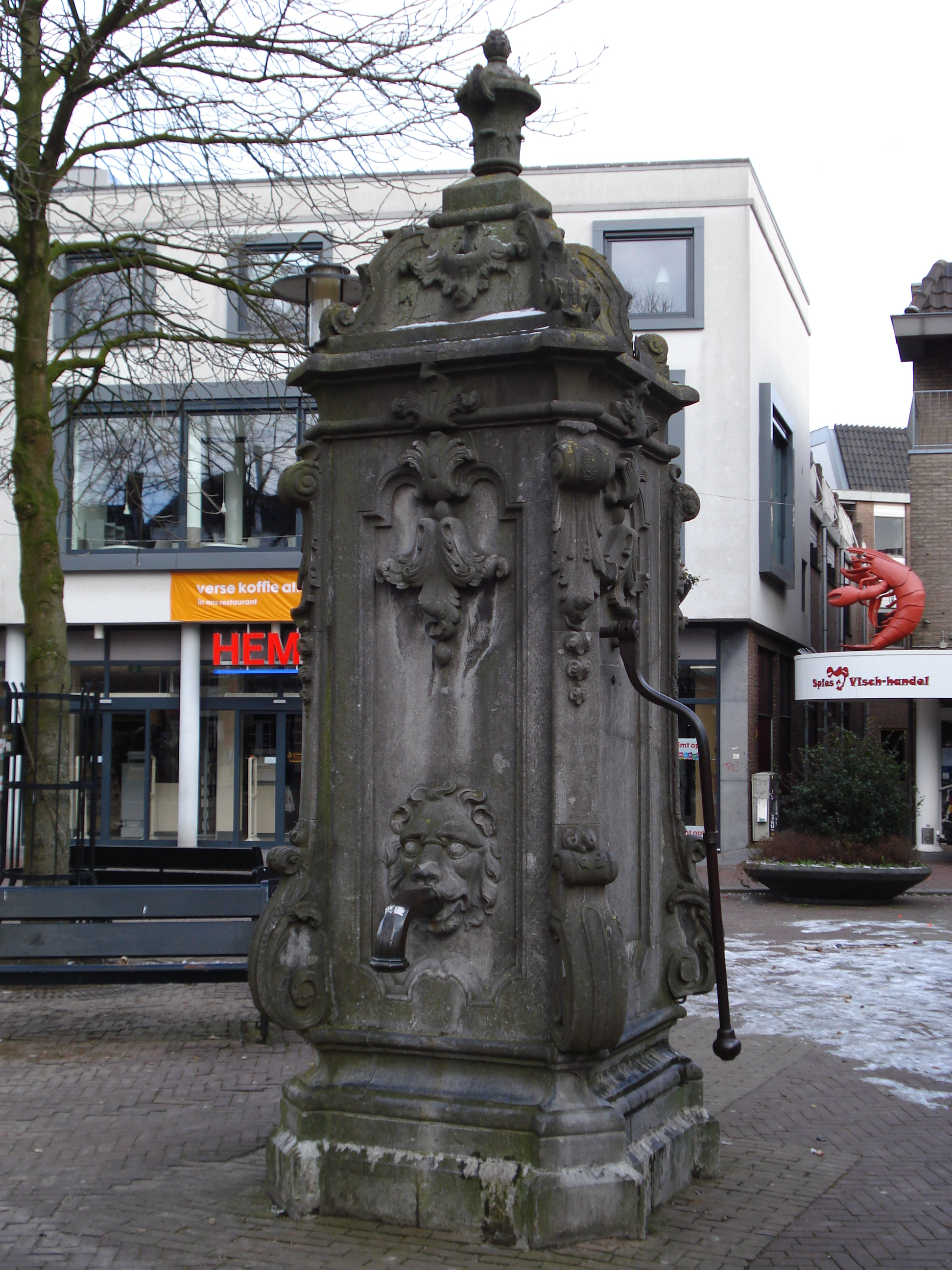
Pomp in Tiel (18e eeuw)

Een waterpomp is een pomp die water naar de oppervlakte brengt, machinaal dan wel door met de hand een zwengel heen en weer te bewegen. Een handbediende pomp wordt ook wel zwengelpomp genoemd.
In het verleden werd grondwater (ook welwater genoemd), of regenwater voor consumptie of andere doeleinden meestal met behulp van een aker uit een waterput of regenbak geschept. Ook oppervlaktewater werd veelvuldig gebruikt.

## Dorps- en stadspomp, en plaatspomp
In de loop van de 17e eeuw kwamen de eerste waterpompen in zwang die ondiep grondwater oppompten. Ze verschenen aanvankelijk vooral in stedelijke gebieden, waar oppervlaktewater niet voorhanden was of zeer vervuild. Ze waren als stadspomp of dorpspomp bestemd voor gemeenschappelijk gebruik en een ontmoetingsplaats voor de bewoners. Ook de was werd bij dit soort pompen gedaan. Soms waren ze fraai uitgevoerd met een sierlijke natuurstenen behuizing. Veel van dergelijke pompen zijn gebouwd in de 18e eeuw. Ook brouwerijen hadden soms een eigen pomp. De pomp kende soms een redelijke waterkwaliteit maar het was vaak bezwaarlijk om naar de pomp toe te komen.
Voorbeelden:
- Wouw (Nederland), heeft twee hardstenen dorpspompen uit 1768 in Lodewijk XV-stijl die tot 1941 hebben gefunctioneerd, want toen pas kwam er waterleiding.
- Grave (Nederland) heeft een hardstenen stadspomp uit 1798 in Lodewijk XVI-stijl, die ook gebruikt werd om de op de markt verhandelde vis te reinigen.
- Lier (België) heeft nog een tiental stadspompen bewaard, de oudste uit het begin van de 18e eeuw.[1]
- Sint-Pauwels: De oude waterpomp uit blauwe steen, in 1777 gehouwen door Jan Emmanuel de Latteur.
- de neogotische Dorpspomp in ijzer van Stekene.

In de 19e eeuw kwam de gietijzeren pomp in zwang. Deze werd in serie geleverd door tal van ijzergieterijen. Zo produceerde ijzergieterij De Prins van Oranje te Den Haag vanaf 1840 de Dorpswaterpomp no. 1 (een soort gietijzeren variant op de hardstenen behuizing) en vanaf 1870 de Dorpswaterpomp no. 16 in serie. Ook gietijzeren plaatspompen, bedoeld voor particulieren zoals landbouwers, waren populair. Vele boerderijen, alsook woonhuizen, beschikten sindsdien over een handpomp waarmee men water oppompte.
Eind negentiende eeuw begon men in de geïndustrialiseerde landen in verstedelijke gebieden op grote schaal waterleiding aan te leggen, maar op het platteland kwam watervoorziening door middel van privépompen tot halverwege de twintigste eeuw nog veel voor.
Grondwater wordt natuurlijk gezuiverd terwijl het door de bodem sijpelt, waarbij fysische filtering, chemische reacties en biologische processen onzuiverheden verminderen. Dit natuurlijke zuiveringsproces resulteert in drinkbaar grondwater dat door de bodemlagen wordt gezuiverd. In ontwikkelingslanden zoals in Afrika, Zuid-Amerika en Azië is de gemeenschappelijke waterpomp nog altijd erg belangrijk en is het slaan van waterpompen een belangrijk middel om besmettelijke ziekten te voorkomen.
Omstreeks het einde van de 20e eeuw begon men de waarde van de pompen voor het dorps- en stedenschoon in te zien en werden er op tal van plaatsen weer replica's van de eens verdwenen dorps- en stadspompen opgericht.

## Motorentechniek
Een waterpomp is ook een begrip uit de motorentechniek. Het koelsysteem van de meeste moderne verbrandingsmotoren maakt gebruik van het circuleren van water via een radiateur. De waterpomp zorgt ervoor dat het water rondgepompt wordt in het systeem.

## Onderverdeling

Enkelwerkende zuigerpomp.

Waterpompen kunnen onder worden verdeeld in handbediende waterpompen en niet-handbediende waterpompen.

### Handbediend
Qua handbediende waterpompen zijn de volgende te noemen:
- Enkelwerkende zuigerpomp. Deze pomp heeft een pompbuis. Daarin bevindt zich een zuiger die van een klep is voorzien. Onder in de pompbuis bevindt zich nog een bodemklep. De zuiger wordt bediend via de zwengel. De theoretische opvoerhoogte is 10 meter, maar in de praktijk maximaal circa 7 meter. De waterafgifte is onregelmatig.
- Zuiger-perspomp, voorzien van een pompbuis met een bodemklep en een kleploze zuiger. Op de pompbuis zit via een persklep nog een persleiding. De opvoerhoogte kan meer dan 7 meter bedragen. Toepassing van een wind- of luchtketel op de pompconstructie voorziet in een regelmatige waterafgifte.
- Dubbelwerkende zuiger-perspomp, voorzien van een pompcilinder die meestal horizontaal ligt. Hierin bevinden zich aan beide zijden een zuig- en een persklep. Door het heen en weer halen van de zuiger wordt een regelmatige waterafgifte verkregen.
- Dubbelwerkende vleugelpomp, cilindrisch pomphuis waarin een vleugelmechaniek met kleppen zit. Bij iedere zwengelslag wordt water door het huis gepompt. Opvoerhoogtes van 15 tot 20 meter zijn mogelijk.
- Diafragma- of membraanpomp (soms ook wel kattekop genoemd). Hierin bevinden zich 1 of 2 ballen of kogels en een membraan.